# Street Fighter II-V
Street Fighter II-V (ストリートファイターⅡ Ｖ Sutorīto Faitā Tsū Bui?), es una serie de animación japonesa producida por Group TAC, basada en el popular videojuego de lucha del mismo nombre. Dirigida por Gisaburō Sugii (quien anteriormente había dirigido la película de anime Street Fighter II: The Animated Movie), la serie se estrenó en Japón en 1995, desde el 10 de abril hasta el 27 de noviembre, en el canal Yomiuri TV.
El anime también fue licenciado por Manga Films y emitido en algunas cadenas de España, en castellano y en catalán. Una adaptación en inglés fue producida por el grupo de doblaje Animaze y Manga Entertainment en 1996, y fue lanzada en Australia y los Estados Unidos en formato de videocasete en 1997-1998. Cada casete incluía tres episodios, y se lanzaron en una versión doblada y una subtitulada. En 1997, ADV Films produjo un doblaje en inglés exclusivo para el mercado del Reino Unido, y también lo lanzó en videocasete. Animaze y Manga Entertainment hicieron un lanzamiento en DVD el 29 de abril de 2003 en un conjunto de cuatro discos para Estados Unidos y luego fue lanzado en DVD en Australia.
La trama de la serie es una adaptación muy libre del famosísimo videojuego Super Street Fighter II y que, a diferencia de la película de animación Street Fighter II: The Animated Movie, esta serie se desmarca de algunos cánones de Street Fighter, incorporando aventura e investigación, además de combates de artes marciales, de esta forma trataron de atraer no solo a los fanáticos del videojuego. Por eso, muchos de los personajes tienen un aspecto y una personalidad bastante diferente al material original, el videojuego. La historia narra las aventuras de un joven Ryu y su amigo Ken en el viaje que emprenden por el mundo para mejorar sus habilidades en las artes marciales. Su motivación surge después de que ambos sufren una brutal derrota a manos de Guile. Otros personajes como Chun-Li, Cammy y Sagat van apareciendo a lo largo de la serie pero con apariencias diferentes y propósitos distintos a los de sus contrapartes originales. La V que se añade al título significa Victory (Victoria).
Por su bajo índice de audiencia, la serie fue cancelada en Japón, por lo que para poder terminarla tuvieron que hacer buen uso de los recursos haciendo reciclaje de escenas de combate de la misma serie.
La serie tuvo mejor éxito en occidente y tuvo mejores críticas que la serie realizada en Estados Unidos.
Como dato, Gouki (Akuma en occidente) hace varias apariciones sorpresa entre la gente del fondo de las escenas.

## Argumento
En una misteriosa isla de Japón, un joven de 17 años llamado Ryu trabaja la madera con un hombre mayor cuando de pronto la hija de este, llamada Rinko, le trae una carta de un viejo amigo de entrenamiento, Ken, quien ha ganado varios torneos de lucha en América e invita a Ryu a viajar a visitarlo, enviándole los pasajes de avión. Ryu duda antes de viajar pero finalmente aterriza en Estados Unidos para encontrarse con Ken. Felices por su reencuentro, ambos van a celebrar a un bar, donde se enfrascan en una pelea callejera con unos militares. Al vencerlos aparece su líder, Guile, quien tras esquivar los ataques impulsivos de Ryu y agotarlo, termina derrotándolo fácilmente. Ken entrena duramente para buscar la venganza el día siguiente en la base militar, y se encuentra con un Guile profundamente afectado por los golpes de Ryu (pero que un militar interpreta como efectos de resaca). Cuando parecía que Ken tenía todas las de ganar, Guile lanza un puñado de arena a los ojos de Ken, y bajo el pretexto de que en una pelea todo vale, termina dándole una peor paliza que la de Ryu. Tras recuperarse en casa de Ken por largo tiempo, se dan cuenta de que hay muchos peleadores anónimos de quienes pueden aprender muchas cosas y salen a viajar por el mundo para profundizar aún más en las Artes Marciales.
Al llegar a China se encuentran con una peleadora llamada Chun Li, cuyo padre es inspector de policía, y con Fei Long, un actor que siente degradado su desempeño al interactuar con extras mal preparados. Cuando el padre de Chun Li trata de perseguir al Asura, una organización de tráfico de drogas, Ryu y Ken se ven involucrados en las peleas, y deben infiltrarse al Asura para rescatar a Chun Li y eliminar a la organización. La habilidad que han demostrado Ryu y Ken, llama la atención del grupo que está detrás del Asura, una extraña organización mundial llamada Shadaloo. Shadaloo envía a sus agentes a hacerse del control de Ryu y Ken mientras otros agentes buscan venganza por lo sucedido con Asura; y, mientras esto sucede, Ryu y Ken siguen su camino al conocer a un viejo maestro que domina la técnica olvidada del "Hadou".

## Personajes
- Ryu - Ryu es el personaje principal. Es muy dedicado a las artes marciales y siempre intenta mejorar sus habilidades. Se crio en el campo, y tiene un poco del comportamiento campesino. Él y su mejor amigo, Ken, han entrenado juntos desde que eran pequeños. Durante sus viajes, aprende a usar un poder basado en el chi llamado "Hadou" en la forma del Hadouken. Ryu no usa su característica cinta roja en la cabeza ni sus guantes de entrenamiento durante la serie. En su lugar, usa un rosario en una mano, y tiene el cabello en punta. Tiene el aspecto del prototipo "héroe" japonés de los años 90: cabello de punta, ropa vaquera, camisetas ajustadas, incluso su personalidad es completamente diferente, pues aquí podemos ver a un Ryu más desenfadado, hablador y cómico.

- Ken - El mejor amigo de Ryu e hijo único de la millonaria familia Masters. Ken es extremadamente rico. Vive en San Francisco, Estados Unidos con sus padres en una mansión muy grande (toma 20 minutos manejar desde el jardín de entrada hasta la casa). También se mantiene entrenando, pero no tanto como Ryu. Ken además maneja una motocicleta. Su madre es japonesa; Ken además aprendió a usar el poder del Hadou más tarde mientras estaba siendo cautivo por Shadoloo. Solo Ryu conoce el Hadouken, mientras que tanto él como Ken pueden hacer el Shoryuken. Ken más tarde mejora el Shoryuken al Hadou Shoryuken.

- Guile - Guile es un Sargento en la Fuerza Aérea de los Estados Unidos. Tiene orgullo tanto por la Fuerza Aérea como por sus hombres, y frecuentemente sale a beber con ellos cada vez que pueden. Él y su compañero, Nash, sirvieron juntos por muchos años en varias misiones y conflictos militares. Como militar él es regularmente encontrado entrenando y levantando pesas, pero más que artes marciales, su estilo de lucha está basado en el boxeo en el cual ha ganado al menos una competición en la base.

- Chun-Li - Chun Li aparece por primera vez como una guía turística contratada por Ken y Ryu una vez que llegan a Hong Kong, sin embargo, se revela que es hija del más importante inspector de la policía de Hong Kong. Su padre la entrena en el arte del Kung Fu tanto para defensa personal y como parte de su aprendizaje. Acompaña a Ken y Ryu durante la mayoría de sus viajes a través de Asia y Europa, pero raramente se involucra en combate a menos que sea personalmente atacada o amenazada. A Chun-Li no se la ve en su característico traje de los juegos sino hasta los episodios finales, cuando está cautiva en la base de Bison. Además, algunos cambios en su traje incluyen la ausencia de sus moños en el cabello al igual que sus pantimedias siendo reemplazadas con rodilleras.

- Inspector Dorai - El padre de Chun-Li. Su principal ocupación es como el Capitán del Departamento de la Policía de Hong Kong, y está habitualmente ocupado en arrestos por drogas, operaciones contra ellas, y otras varias actividades de la policía, y no está exento a los riesgos de su trabajo. Su residencia además alberga un templo y un campo de entrenamiento donde enseña a su hija y a varios estudiantes más. Luego de una exitosa operación por la incautación de un enorme contrabando de cocaína, al igual que el subsecuente arresto de la organización Ashura detrás de él, el Inspector Dorai es llamado a ir hacia Barcelona para atender una conferencia de la Interpol concerniente a la investigación de la misteriosa organización llamada "Shadaloo". Durante la investigación, Dorai es casi asesinado por Cammy quien estaba a las órdenes de Shadaloo como una agente secreta del mismo, pero su supervivencia fue mantenida en secreto por el Jefe de la Interpol hasta que la persona que ordenó el golpe pueda ser identificada. A diferencia de los juegos, Dorai consigue sobrevivir.

- Fei Long - Uno de los mejores estudiantes de Dorai, es una estrella de cine de las artes marciales la cual insiste en "hacer peleas reales" rápidamente llegando a ser perjudicial para la producción, debido principalmente a los daños hechos en propiedades públicas al igual que lastimando a los dobles de escena. Ken Master brevemente se ofrece de voluntario para ser su oponente en una escena de lucha mientras estaba en Hong Kong con Ryu y Chun Li, pero la destrucción causada por la lucha forzó al director a detener la filmación y cortar dicha escena completamente. Más tarde, cuando supo de la supuesta "muerte" de su Maestro, se aflige bastante con la noticia y busca vengarlo. Mientras visitaba el hospital donde Dorai fue internado, el Jefe de la Interpol informa a Fei Long de la farsa. Más tarde, Fei Long con la ayuda de Cammy (luego de una breve pelea con ella en la habitación donde permanecía internado Dorai en el hospital) identifica a Balrog como el agente de Shadaloo que ordenó el atentado contra Dorai.

- Sagat - Sagat fue el "Rey del Muay Thai", el cual es infame como una de los más feroces formas de artes marciales en el mundo. Cuando peleó profesionalmente, fue el campeón de Tailandia y todos simplemente le llamaban "Campeón", pero luego de rechazar participar en un match para el sindicato de Ashura, le tendieron una trampa en la que se le acusó de vender drogas y fue metido a la cárcel además de deshonrado. En una trampa del sindicato de Ashura contra Dorai, Ken y Ryu fueron llevados de la peor manera por uno de sus hombres al plantar heroína en el equipaje de Ryu en el aeropuerto de Bangkok, después de lo cual Ryu fue metido a la cárcel en la misma prisión de Sagat. Los dos se guardan respeto el uno del otro y pudieron descubrir más acerca del Ashura de sus experiencias. Luego que Ashura fuera arrestado, la evidencia de la inocencia de Sagat fue "descubierta" por la policía y fue liberado de la cárcel. A diferencia de los juegos, no tiene su característica cicatriz en el pecho (la cual tenía desde Street Fighter II) y tampoco usa un parche en el ojo. Su rivalidad con Ryu se muestra más como una amistad en la serie.

- Dhalsim - Dhalsim es un monje que vive en una remota villa en la India. Sagat le dio instrucciones a Ryu para buscar a Dhalsim para que le aconseje sobre las Formas del Hadou. Dhalsim es un practicante del yoga y tiene algunas habilidades psíquicas, y aunque conoce mucho acerca del Hadou, no estaba habilitado para entrenar a Ryu para que use el Hadouken, el cual fue inconscientemente disparado en el cuerpo de Ryu durante una lección.

- Vega (Balrog en Japón) - Su nombre en la serie es Fabio Antonio de la Vega. Vega es un popular torero en Barcelona con un gusto por la sangre y sin ningún valor por la vida. Es además un peleador en jaula para las sociedades ricas durante la noche. Durante una corrida de toros observada por Ken, Ryu y Chun Li, Vega desarrolla una obsesión for Chun-Li, y usa en ella una extraña droga "poción de amor" para inducirla en un trance. Mientras permanece en trance, ella observa a Vega y Ken pelear en una jaula de acero en una fiesta de salón reservada a la cual fueron invitados a ir. Vega fue vencido, a pesar de haber roto ambos pies de Ken y haber tenido la ventaja de lanzarlo desde arriba con su ataque particular. El destino de Vega es desconocido, pero se le vio por última vez cuando era llevado fuera de la jaula de acero en una camilla.

- M. Bison (Vega en Japón) - No se conoce mucho respecto a Bison, como en todas las versiones de Street Fighter es el antagonista principal. Excepto que es el líder de Shadaloo. En contraste al Hadou de Ken y Ryu (el cual está basado en el chi), los poderes de Bison son basados en su furia y odio, y es referido como su "Psycho Power" (Poder Psíquico). El uso de su "Psycho Power" usualmente causa que pierda la habilidad de razonar, y en una ocasión estuvo cerca de estrangular a Chun Li mientras estaba enfurecido solo para arrepentirse de sus acciones por un momento cuando reanudó su estado previo cognitivo... la única escena en la cual mostró una capacidad para las emociones humanas. Como líder de Shadaloo, su única meta es la dominación del mundo, y la mayoría de sus actividades son financiadas a través de una variedad de operaciones clandestinas como las del sindicato Ashura.

- Balrog (M. Bison en Japón) - Balrog es un oficial ejecutivo de la Interpol, pero sin que los otros miembros de la Interpol sepan él trabaja para Shadaloo como informante. Las sospechas se levantaron luego del fallido intento de asesinato del Inspector Dorai, dando a entender que solo un oficial superior de la Interpol podría haber sido prevenido de sus investigaciones en la organización Shadaloo. Al final, el secreto de Balrog es descubierto por Fei Long y Cammy luego de inconsistencias en su coartada. Antes de ser puesto bajo arresto, Cammy tomó venganza contra Balrog por darle equivocadas razones para su asesinato. Balrog no es retratado como un peleador en la serie y solo se le muestra en su traje de boxeador durante los créditos del segundo opening.

- Cammy - Cammy White es una antigua agente del MI6 quien ahora vive como una asesina mercenaria. Siendo devota de la Iglesia católica, siempre ora por perdón antes de cada golpe. Toma mucho amor propio en la calidad de su trabajo, y cree que cuando es contratada para un trabajo, la muerte de su blanco debe venir de sus manos y no como un accidente o acontecimiento incidental, tanto así que protegerá a su blanco del daño hasta que esté lista para dar el golpe. Además como asunto de orgullo, rechaza actuar en falsos pretextos de empleo. El diseño del personaje de Cammy es radicalmente diferente comparado con cualquiera de sus otras apariencias. Ella usa un top negro, panties negras de spandex, y un collar decorado con un crucifijo, este último es usado como un cable de metal oculto, mortal, retractable, para asesinar a sus víctimas. De hecho, algunos fanes han vinculado la apariencia de Cammy con la de Nina Williams o Sarah Bryant de Tekken y Virtua Fighter. Curiosamente, en una vieja foto de ella, se ve como en los juegos, aunque sin la cicatriz en su cara.

- Nash - El mejor amigo de Guile, quien ha estado con él en varias situaciones de combate. Nash muere durante la misión para rescatar a Ken de la fortaleza de Bison. Debido a que la serie fue producida antes del desarrollo de Street Fighter Alpha, no tiene ningún parecido con su contraparte. En la serie, mantiene un impresionante parecido a Jean Reno (y que curiosamente tiene ese mismo parecido Tom, el amigo de Alex en sus endings de Street Fighter III, pero esa es otra historia). Mientras que Nash es conocido como Charlie en las versiones al inglés de los juegos, Nash retuvo su nombre japonés para la versión americana de la serie (excepto en una escena donde Guile le llama Charlie).

- Zangief - Es un luchador ruso que frecuentemente trabaja como uno de los hombres fuertes de Shadaloo. No parece tener ningún deseo o inclinación para herir o matar a alguien, pero no está impedido de usar su fuerza al máximo contra cualquiera cada vez que las órdenes que reciba lo requieran. Zangief puede ser visto usando un traje con tirantes, mientras que en los juegos no lo usa. Además trabaja para Shadaloo, a pesar del hecho que no está afiliado a ellos en los juegos.

- E. Honda, Blanka, Dee Jay y T. Hawk son los únicos personajes de Street Fighter II que no aparecen en esta serie. Un personaje similar a Dee Jay puede ser brevemente visto durante el segundo opening.

- Akuma - Aunque no tiene ningún diálogo ni realiza ningún rol, Akuma hace varios cameos en cada episodio. Puede ser visto:
  - Entre los hombres de Donu cuando llegan al dojo de Dorai.
  - En el Aeropuerto de Tailandia cuando Ryu es acusado de posesión de heroína.
  - En el aeropuerto cuando Ken le dice a Dorai acerca de la trampa de Ashura sobre Ryu.
  - En el aeropuerto cuando Dorai llega.
  - Cerca a un stand en Calcuta, India.
  - En la orilla con Dhalsim y los aldeanos cuando Ryu y Ken dejan la India.
  - En la audiencia en la fiesta de Vega.
  - En el hospital cuando Fei Long visita a Dorai.
  - En el aeropuerto de Barcelona cuando Cammy hace su primera aparición.

## Lista de episodios
1. Encuentro en San Francisco.
2. El jefe de las fuerzas armadas.
3. Duelo en Hong Kong.
4. Un hombre llamado dragón volador.
5. Nubes en el horizonte.
6. La medicina del alma.
7. La venganza de la mafia.
8. La trampa. La medicina del alma.
9. La gran estrella Muay Thai.
10. Antes del anochecer.
11. La llegada de las bestias.
12. La lucha de las ilusiones.
13. La energía del aura cósmica.
14. Tarde de toros en Barcelona.
15. La máscara del poderoso.
16. El señor de las sombras.
17. Las órdenes del señor.
18. La bella asesina.
19. Misión especial para un hombre fuerte. El salvador más fuerte viene al rescate.
20. Fuerza explosiva desconocida. La fuerza que llena todo el cuerpo.
21. La coacción. El ciberchip. Desafío al dominio cerebral.
22. Ascender al cielo. El Hadou ha despertado.
23. El brillo misterioso.
24. Reencuentro en la pesadilla. Llamada de tristeza, la consciencia cerrada.
25. Combate mortal. Impresionante combate de tres luchadores.
26. Combate mortal. Grito último del amigo que muere.
27. Combate mortal. Punto crítico. Energías Hadou al límite. Explosión.
28. Combate mortal. Poderoso Bison. Fuerza de destrucción de tornado.
29. La lucha decisiva. La batalla final.

## Música
- Opening

1. "Kaze Fuiteru" por Yuki Kuroda (episodios 1-19)
2. "Ima, ashita no tame ni" por Shuji Honda (episodios 20-29)

- Ending

1. "Cry" por Yuki Kuroda (episodios 1-19)
2. "Lonely Baby" por Shuji Honda (episodios 20-29)

La versión del anime doblada en inglés que lanzaron los estudios Animaze y Manga Entertainment para Estados Unidos y Australia utiliza un tema de música instrumental sin título de Mike Egan compuesto específicamente para el doblaje. La versión de ADV Films mantuvo los temas originales de apertura y otros en japonés.

## Lanzamientos en video doméstico
En Japón Amuse Soft Entertainment lanzó un total de 14 volúmenes en formato VHS y LD al momento de la transmisión del anime, pero actualmente están agotados. El 15 de julio de 2009, T.Y. Entertainment lanzó un DVD-BOX.
- Los últimos 14 volúmenes contienen una nueva historia corta donde Ryu se enfrenta a personajes seleccionados del público en general.
- Como beneficio especial solo para la versión LD, se incluye la grabación de voz de la campaña telefónica realizada durante la transmisión de la serie.
- El DVD-BOX contiene 7 episodios para cada disco, solo la cuarta pieza contiene 8 episodios con baja resolución. Además, cada pantalla de menú incluye la opción para seleccionar todo el contenido en cada disco. No hay pantalla de selección de capítulos.

## Reparto
| Personaje       | Actor de voz (Japón) | Actor de voz (Hispanoamérica) | Actor de voz (Español) |
| --------------- | -------------------- | ----------------------------- | ---------------------- |
| Ryū             | Kōji Tsujitani       | Armando Duque                 | Oriol Rafel            |
| Ken Masters     | Kenji Haga           | Orlando Arenas                | Ángel de Gracia        |
| Chun-Li         | Chisa Yokoyama       | Nancy Cortés                  | Alicia Laorden         |
| Guile           | Tesshō Genda         | César Vargas                  | Juan Carlos Gustems    |
| Inspector Dōrai | Rokurō Naya          | Juan Carlos Tinoco            | Rafael Calvo           |
| Fei Long        | Kazuki Yao           |                               | Mario Arpal            |
| Sagat           | Banjō Ginga          | Antonio Puentes               | Enrique Serra Frediani |
| Dhalsim         | Shozo Iizuka         | Rafael Gómez                  | Claudi García          |
| Balrog          | Kaneto Shiozawa (†)  | José Manuel Cantor            | Ramón Canals           |
| Vega            | Kenji Utsumi         | Eleazar Osorio                | Alberto Trifol         |
| M. Bison        | Tomomichi Nishimura  | José Manuel Cantor            | Rafael Calvo           |
| Cammy           | Yoko Sasaki          | Klaudia-Kotte                 | Montse Moreno          |
| Zangief         | Yasuro Tanaka        | Ricardo Saldarriaga           | Domenech Farell        |
| Nash            | Ryōichi Tanaka       | Rodrigo Marulanda (¿?)        | Eduard Itchart         |
| Sr. Masters     | Takashi Taniguchi    |                               | Federico Menescal      |
| Narrador        | Akio Otsuka          | Rafael Ignacio Gómez          |                        |